# Luis Calán
Luis Calán (n. Buenos Aires, Argentina; 20 de enero de 1940 – f. La Plata, Buenos Aires, Argentina; 18 de noviembre de 1961) fue un actor argentino de cine y teatro.

## Carrera
Calán fue un joven actor de reparto que brilló brevemente durante la época de oro del cine argentino, junto a figuras como Niní Marshall, Carlos Estrada, José Marrone, Egle Martin, Nathán Pinzón, Aída Luz, Daniel de Alvarado, Santiago Gómez Cou, Alberto Bello, Javier Portales, entre otros.
En 1942 participó en un homenaje a la actriz Luisa Vehil, por el 50° aniversario de su ingreso en la Comedia Nacional Argentina.
Para televisión trabajó en Operación Cero, emitida por el viejo Canal 7, una serie de aventuras que se desarrollaba en un submarino. Programa que Pancho Guerrero y Jorge Falcón produjeron para Hopkins Publicidad, la agencia que los tenían contratados. La escenografía de Saulo Benavente, un submarino, montada en estudio sobre unos resortes, la que le confería una oscilación parecida a la de una nave; circulaba por aguas clandestinas de países extranjeros transportando a 13 científicos y un arma secreta. En un momento, la maquinaria sufre un desperfecto y se vuelve imprescindible que alguien llegue a tierra a obtener el repuesto. En julio de 1961 los televidentes presenciaron ese desembarco filmado en vivo y en directo en el puerto de Olivos, con lluvia, niebla y dos grados bajo cero. En un gomón, sin trajes de neoprene, desembarcaron en un paraje costero, doblados del frío Calán, junto con José María Langlais, Rogelio Romano y Enrique Kossi. Aquella escena quedó en la memoria colectiva como una de las más famosas de la pantalla chica argentina.
En teatro, fue parte de la plantilla oficial del Teatro Nacional Cervantes.
Su última intervención en cine fue en 1961 con Quinto año nacional, dirigida por Rodolfo Blasco y escrita por Abel Santa Cruz, donde encarnó el personaje de Carlitos. Momentos antes de su prematura muerte, Mario Soffici había pensando en él para el protagónico masculino de la película Propiedad, que finalmente recayó en Horacio Nicolai.

## Filmografía
- 1956: Catita es una dama
- 1960: El rufián
- 1960: Todo el año es Navidad (ep. Cobardía)
- 1961: Rebelde con causa
- 1961: Quinto año nacional.
- 1963: Los que verán a Dios.[4]

## Televisión
- 1961: Operación Cero

## Tragedia y fallecimiento
El sábado 18 de noviembre de 1961 cuando regresaba de presenciar en la ciudad de La Plata el estreno del filme Quinto año nacional, falleció en un  accidente de tránsito tras chocar el auto en el que venían con un autobús. En el siniestro también murieron el director Rodolfo Blasco, el fotógrafo Abelardo Ortega y el actor Gastón Marchetto, y quedó gravemente herido el actor Antonio Bianconi. En ese momento Oscar Rovito y Bárbara Mujica, quienes también iban a concurrir a ese evento, no lo hicieron por motivos laborales. Sus restos descansan en el Cementerio de San Isidro. Calán tenía tan solo 21 años y exactamente un mes antes había fallecido su padre Luis E. Calabretta.
Dos años después de su trágica muerte se estrenó su última película Los que verán a Dios con Oscar Rovito, Bárbara Mujica, Alberto Bello, Pablo Moret y Beatriz Bonnet.